# J. T. 월시
J. T. 월시(J. T. Walsh, 1943년 10월 28일 ~ 1998년 2월 27일)는 미국의 배우이다.

## 출연 작품

### 영화
- 굿모닝 베트남 (1987)
- 불타는 태양 (1988)
- 어 퓨 굿 맨 (1992)
- 호파 (1992)
- 아웃브레이크 (1995)
- 파이널 디씨전 (1996) - 마브로스 상원의원 역
- 슬링 블레이드 (1996)
- 브레이크다운 (1997)
- 플레전트빌 (1998)
- Hidden Agenda (1999)

### 텔레비전
- 다크 스카이 (1996-97)